# NATU (entreprise)
Pour les articles homonymes, voir Natu.
| Sigles de 2 caractères   |
| Sigles de 3 caractères   |
| ► Sigles de 4 caractères |
| Sigles de 5 caractères   |
| Sigles de 6 caractères   |
| Sigles de 7 caractères   |
| Sigles de 8 caractères   |

NATU est un sigle qui juxtapose les initiales des entreprises américaines Netflix, Airbnb, Tesla et Uber.

Netflix
Airbnb
Tesla
Uber

Les NATU sont de jeunes[Quand ?] entreprises américaines à forts taux de croissance depuis leur création dans les années 2000. Elles évoluent dans des métiers différents[En quoi ?] des GAFAM. Leur stratégie est la disruption des modèles économiques existants afin d'être plus compétitifs, d'affaiblir la concurrence et de devenir rentables dans une perspective d'investissements.